# Naprętnik

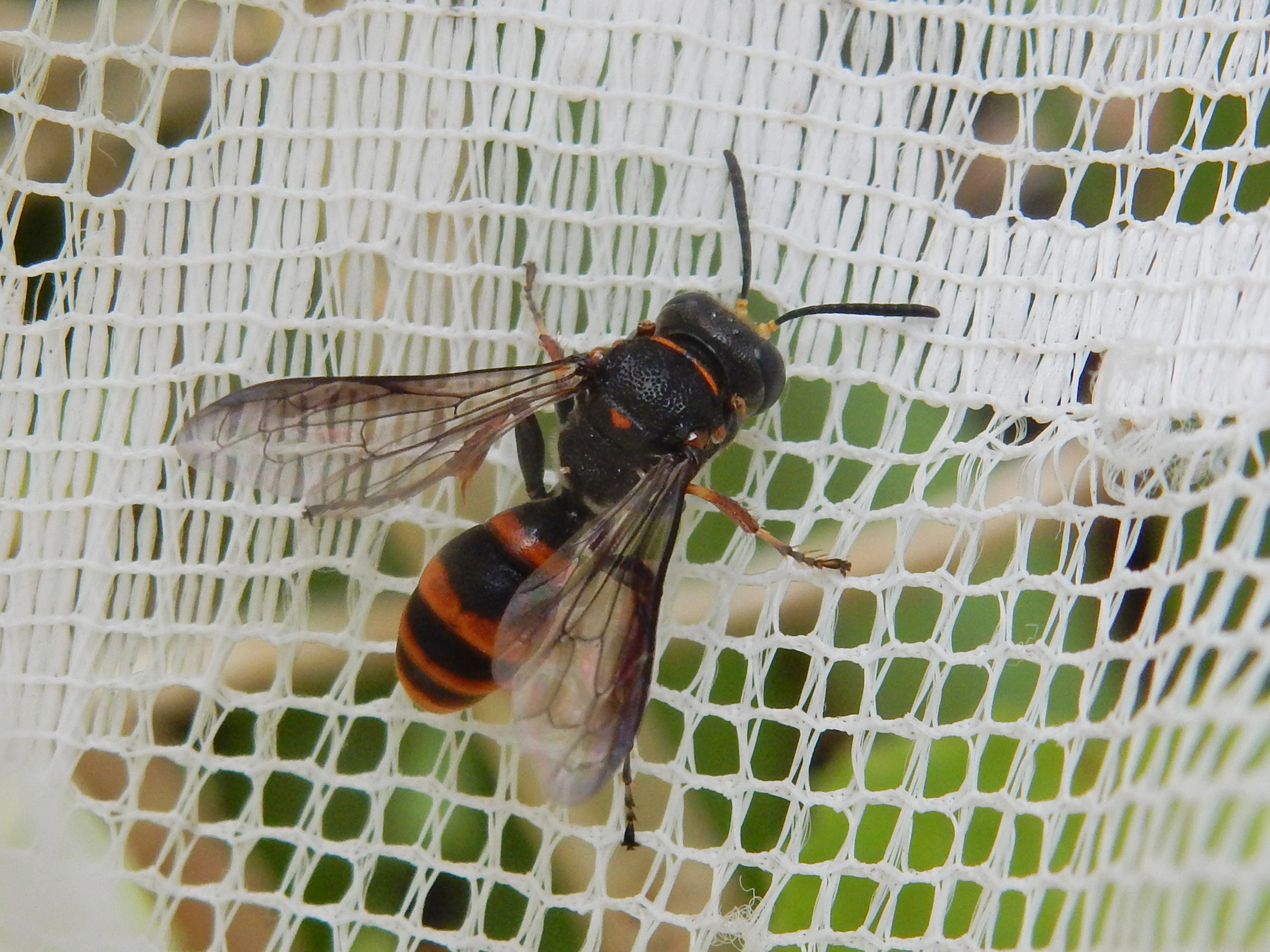
Ceriana ornata

Naprętnik, ceriana (Ceriana) – rodzaj muchówek z rodziny bzygowatych i podrodziny Eristalinae.

## Morfologia
Muchówki te mają wysmuklone ciało, osiągające od 8 do 16 mm długości. Ubarwienie mają czarne z żółtymi przepaskami. Głowa jest szersza od tułowia i ma wzgórek na twarzy, nieowłosione oczy złożone; samce są holoptyczne, a samice dychoptyczne. Przednie jamki tentorialne są małe. Włoski na tułowiu są krótkie. Anepisternum zlane jest z anepimeronem. Basisternum jest wąskie i prostokątne z prostą krawędzią grzbietową i parą dużych, trójkątnych wypustek na krawędzi brzusznej. Mostek zabiodrowy zatułowia jest niekompletny. Łuseczka skrzydłowa ma szereg drobnych, krótkich, przerzedzonych włosków. Przednia para odnóży ma mniej więcej tak szerokie jak długie biodra z wyraźnym rowkiem przez całą długość strony grzbietowej. Odwłok jest wydłużony, walcowaty i tylko trochę przewężony u podstawy. Włoski na tergitach odwłoka są krótkie. W widoku bocznym tylne krawędzie tergitów są wyniesione. Pierwszy tergit ma dużą, wyraźnie odgraniczoną, żółto ubarwioną nabrzmiałość. Pierwszy sternit ma dużą i silnie zesklerotyzowaną nabrzmiałość, która może być czarna, czarno-żółta lub żółta. Włoski na ósmym tergicie są białe. Genitalia samca mają krótkie i szeroko trójkątne przysadki odwłokowe. Surstylus ma wydłużony płat grzbietowy z wąską szypułką i szeroko zaokrąglonym szczytem z krótkimi szczecinkami oraz zaokrąglony płat brzuszno-nasadowy. Okrągłe epandrium ma na stronie brzusznej duży obszar błoniasty.

## Ekologia i występowanie
Larwy są saproksyliczne, przechodzą rozwój w uszkodzonych lub próchniejących pniach drzew. Owady dorosłe żerują na nektarze różnych kwiatów.
Rodzaj ten ma zasięg kosmopolityczny. Znany jest ze wszystkich krain zoogeograficznych. Na zachodzie Palearktyki występuje 9 gatunków, z których w Polsce stwierdzono tylko naprętnika nibyślepka.

## Taksonomia
Takson ten wprowadzony został po raz pierwszy w 1794 roku przez Johana Christiana Fabriciusa pod nazwą Ceria. Nazwa ta okazała się być młodszym homonimem w związku z czym w 1815 roku Constantine Samuel Rafinesque zastąpił ją nazwą Ceriana.
Do rodzaju tego należy 86 opisanych gatunków:

- Ceriana abbreviata Loew, 1864
- Ceriana ablepta (Riek, 1954)
- Ceriana afra (Wiedemann, 1830)
- Ceriana africana (Hull, 1944)
- Ceriana alaplicata (Hardy, 1945)
- Ceriana ammophilina (Speiser, 1910)
- Ceriana ancoralis (Coquillett, 1902)
- Ceriana apicalis (Ferguson, 1926)
- Ceriana atacta (Riek, 1954)
- Ceriana aurata (Curran, 1927)
- Ceriana australis (Macquart, 1850)
- Ceriana bellardii (Shannon, 1925)
- Ceriana bequaerti (Curran, 1938)
- Ceriana bezzii (Herve-Bazin, 1913)
- Ceriana brevis (Brunetti, 1923)
- Ceriana breviscapa (Saunders, 1845)
- Ceriana brunnea (Hull, 1944)
- Ceriana brunneipennis (Loew, 1858)
- Ceriana caffra (Loew, 1853)
- Ceriana compacta (Brunetti, 1907)
- Ceriana congolensis (Bezzi, 1908)
- Ceriana conopsoides (Linnaeus, 1758) – naprętnik nibyślepek
- Ceriana cylindrica (Curran, 1921)
- Ceriana delicatula (Hull, 1941)
- Ceriana dentipes (Doesburg, 1955)
- Ceriana dilatipes (Brunetti, 1929)
- Ceriana dimidiatipennis (Brunetti, 1923)
- Ceriana divisa (Walker, 1857)
- Ceriana doddi (Ferguson, 1926)
- Ceriana durani (Davidson, 1925)
- Ceriana engelhardti (Shannon, 1925)
- Ceriana euchroma (Riek, 1954)
- Ceriana euphara Riek, 1954
- Ceriana floridensis (Shannon, 1922)
- Ceriana frenata (Loew, 1853)
- Ceriana gambiana (Saunders, 1845)
- Ceriana gibbosa Violovitsh, 1980
- Ceriana globigaster (Hull, 1944)
- Ceriana gloriosa (Hull, 1944)
- Ceriana hopei (Saunders, 1845)
- Ceriana katoniana (Bezzi, 1921)
- Ceriana loewii (Williston, 1887)
- Ceriana lypra (Riek, 1954)
- Ceriana macleayi (Ferguson, 1926)
- Ceriana macquarti Shannon, 1925
- Ceriana maculipennis (Herve-Bazin, 1913)
- Ceriana madecassa (Keiser, 1971)
- Ceriana malleus (Hull, 1945)
- Ceriana marginalis (Bezzi, 1915)
- Ceriana mastersi (Ferguson, 1926)
- Ceriana mellivora (Shannon, 1927)
- Ceriana mime (Hull, 1935)
- Ceriana minuta (Hull, 1944)
- Ceriana neavei (Bezzi, 1915)
- Ceriana nigerrima Violovitsh, 1974
- Ceriana optata (Riek, 1954)
- Ceriana opuntiae (Ferguson, 1926)
- Ceriana ornata (Saunders, 1845)
- Ceriana ornatifrons (Brunetti, 1915)
- Ceriana pedicellata (Williston, 1887)
- Ceriana phya (Riek, 1954)
- Ceriana pictula (Loew, 1853)
- Ceriana platypus (Ferguson, 1926)
- Ceriana procapna (Riek, 1954)
- Ceriana pulchra (Herve-Bazin, 1913)
- Ceriana rieki (Goot, 1964)
- Ceriana rufifrons (Curran, 1927)
- Ceriana saundersi (Shannon, 1925)
- Ceriana sayi (Shannon, 1925)
- Ceriana schnablei (Williston, 1892)
- Ceriana signifera (Loew, 1853)
- Ceriana smaragdina (Walker, 1858)
- Ceriana snowi (Adams, 1904)
- Ceriana speiseri (Hervé-Bazin, 1913)
- Ceriana sphenotoma (Riek, 1954)
- Ceriana subarmata (Curran in Curran & Bryan, 1926)
- Ceriana subcastanea (Brunetti, 1929)
- Ceriana swierstrai (Doesburg, 1955)
- Ceriana tolmera (Riek, 1954)
- Ceriana townsendi (Snow, 1895)
- Ceriana tridens (Loew, 1872)
- Ceriana ugandana (Kertesz, 1913)
- Ceriana unipunctata (Doesburg, 1956)
- Ceriana varipes (Curran, 1927)
- Ceriana vespiformis (Latreille, 1804)
- Ceriana willistoni (Kahl, 1897)